# Päivi Räsänenová
Päivi Räsänenová (Räsänen, * 19. prosince 1959 Sonkajärvi) je finská politička za stranu Finských křesťanských demokratů. V letech 2011–2015 byla ministryní vnitra ve vládě Jyrkiho Katainena.
Civilním povoláním je lékařkou a potřebné státní zkoušky složila v roce 1984. Jejím manželem je pastor Niilo Räsänen, s kterým má pět dětí a deset vnoučat. Žije v Riihimäki.
Její politická kariéra začala v roce 1995, kdy byla zvolena do finského parlamentu za Häme. Od roku 1995 do března 2003 byla zástupkyní vedoucího poslanecké frakce, pak do října 2004 vedoucí poslanecké frakce. Dne 6. října 2004 byla zvolena vůdcem Finských křesťanských demokratů jako nástupkyně Bjarneho Kallise.
Po parlamentním volbách v roce 2011 se stala součástí vlády, kde byla ministryní vnitra a zároveň měla na starosti církevní záležitosti spadající pod ministerstvo školství a kultury. Po volbách v roce 2015 ji ve funkci ministryně vnitra vystřídal Petteri Orpo. Ve stejném roce ji ve vedení strany vystřídala Sari Essayahová.